# 山谷侑士
山谷 侑士（やまや ゆうし、2000年6月11日 - ）は、神奈川県横須賀市出身のプロサッカー選手。ポジションはフォワード。

## 来歴
中学時代から横浜F・マリノスの下部組織に所属。ジュニアユース時代の2015年にU-15日本代表に選出された。2018年10月、ユースからトップチームへの加入が内定した。
2019シーズン、椿直起とともにトップチームへ昇格。3月13日、Jリーグカップグループステージ第2節の湘南ベルマーレ戦にて公式戦初出場。4月5日、第6節の浦和レッズ戦で途中出場からJリーグデビューを果たした。4月10日、ルヴァンカップ第3節のV・ファーレン長崎戦でプロ入り初得点を決めた。
2020年、水戸ホーリーホックへ期限付き移籍。
2021年、鹿児島ユナイテッドFCへ期限付き移籍。
2022年、横浜FCへ期限付き移籍。この年で横浜FM、横浜FCともに契約満了となった。同年11月28日、カンセキスタジアムとちぎで行われたJリーグ合同トライアウトに出場した。
2023年1月12日、シンガポールのゲイラン・インターナショナルFCに加入した。なお、ゲイランは2月1日にシティ・フットボール・グループ (CFG) とパートナーシップを締結したことを発表しており、山谷との契約はCFGの後援によるものだったことが明かされている。
2024年1月13日、デンマーク・セカンドディビジョン（デンマーク3部）のABコペンハーゲンと2026年夏までの契約を結んで加入。
2025年6月17日、双方合意の下に契約解除してABを退団した。
2025年8月7日、FC岐阜に加入した。

## 所属クラブ
- FC明浜 (横須賀市立神明小学校)
- 横浜F・マリノスジュニアユース追浜 (横須賀市立神明中学校)
- 横浜F・マリノスユース (神奈川県立金沢総合高等学校)
- 2019年 - 2022年  横浜F・マリノス
  - 2020年  水戸ホーリーホック（期限付き移籍）
  - 2021年  鹿児島ユナイテッドFC（期限付き移籍）
  - 2022年  横浜FC（期限付き移籍）
- 2023年  ゲイラン・インターナショナルFC
- 2024年 - 2025年6月  ABコペンハーゲン
- 2025年8月 -  FC岐阜

## 個人成績
| 国内大会個人成績 | 国内大会個人成績 | 国内大会個人成績 | 国内大会個人成績 | 国内大会個人成績 | 国内大会個人成績 | 国内大会個人成績 | 国内大会個人成績 | 国内大会個人成績 | 国内大会個人成績 | 国内大会個人成績 | 国内大会個人成績 |
| 年度             | クラブ           | 背番号           | リーグ           | リーグ戦         | リーグ戦         | リーグ杯         | リーグ杯         | オープン杯       | オープン杯       | 期間通算         | 期間通算         |
| 年度             | クラブ           | 背番号           | リーグ           | 出場             | 得点             | 出場             | 得点             | 出場             | 得点             | 出場             | 得点             |
| 日本             | 日本             | 日本             | 日本             | リーグ戦         | リーグ戦         | リーグ杯         | リーグ杯         | 天皇杯           | 天皇杯           | 期間通算         | 期間通算         |
| ---------------- | ---------------- | ---------------- | ---------------- | ---------------- | ---------------- | ---------------- | ---------------- | ---------------- | ---------------- | ---------------- | ---------------- |
| 2019             | 横浜FM           | 38               | J1               | 3                | 0                | 4                | 2                | 3                | 0                | 10               | 2                |
| 2020             | 水戸             | 16               | J2               | 12               | 1                | -                | -                | -                | -                | 12               | 1                |
| 2021             | 鹿児島           | 38               | J3               | 18               | 1                | -                | -                | 2                | 1                | 20               | 2                |
| 2022             | 横浜FC           | 38               | J2               | 2                | 0                | -                | -                | 2                | 0                | 4                | 0                |
| シンガポール     | シンガポール     | シンガポール     | シンガポール     | リーグ戦         | リーグ戦         | リーグ杯         | リーグ杯         | シンガポール杯   | シンガポール杯   | 期間通算         | 期間通算         |
| 2023             | ゲイラン         | 20               | Sリーグ          | 24               | 10               | -                | -                | 4                | 2                | 28               | 12               |
| デンマーク       | デンマーク       | デンマーク       | デンマーク       | リーグ戦         | リーグ戦         | リーグ杯         | リーグ杯         | オープン杯       | オープン杯       | 期間通算         | 期間通算         |
| 2023-24          | ABコペンハーゲン | 17               | セカンド         | 14               | 1                | 0                | 0                | -                | -                | 14               | 1                |
| 2024-25          | ABコペンハーゲン | 17               | セカンド         | 14               | 3                | 0                | 0                | -                | -                | 14               | 3                |
| 日本             | 日本             | 日本             | 日本             | リーグ戦         | リーグ戦         | リーグ杯         | リーグ杯         | 天皇杯           | 天皇杯           | 期間通算         | 期間通算         |
| 2025             | FC岐阜           | 18               | J3               |                  |                  | -                | -                | -                | -                |                  |                  |
| 通算             | 日本             | 日本             | J1               | 3                | 0                | 4                | 2                | 3                | 0                | 10               | 2                |
| 通算             | 日本             | 日本             | J2               | 14               | 1                | -                | -                | 2                | 0                | 16               | 1                |
| 通算             | 日本             | 日本             | J3               | 18               | 1                | -                | -                | 2                | 1                | 20               | 2                |
| 通算             | シンガポール     | シンガポール     | Sリーグ          | 24               | 10               | -                | -                | 4                | 2                | 28               | 12               |
| 通算             | デンマーク       | デンマーク       | セカンド         | 28               | 4                | 0                | 0                | -                | -                | 28               | 4                |
| 総通算           | 総通算           | 総通算           | 総通算           | 87               | 16               | 4                | 2                | 11               | 3                | 102              | 21               |

## タイトル

### クラブ
横浜F・マリノスユース
- 2018Jユースカップ 優勝[18]

横浜F・マリノス
- J1リーグ：1回（2019年）

## 代表歴
- U-15日本代表（2015年）